# Aletshofen
Der Weiler Aletshofen ist ein Ortsteil der oberschwäbischen Gemeinde Ettringen im Landkreis Unterallgäu in Schwaben.

## Geographie
Aletshofen liegt etwa acht Kilometer nördlich des Hauptortes Ettringen an der Straße zur Schwabegger Mühle. Der Ort besteht aus sechs Anwesen mit Kapelle.

## Geschichte

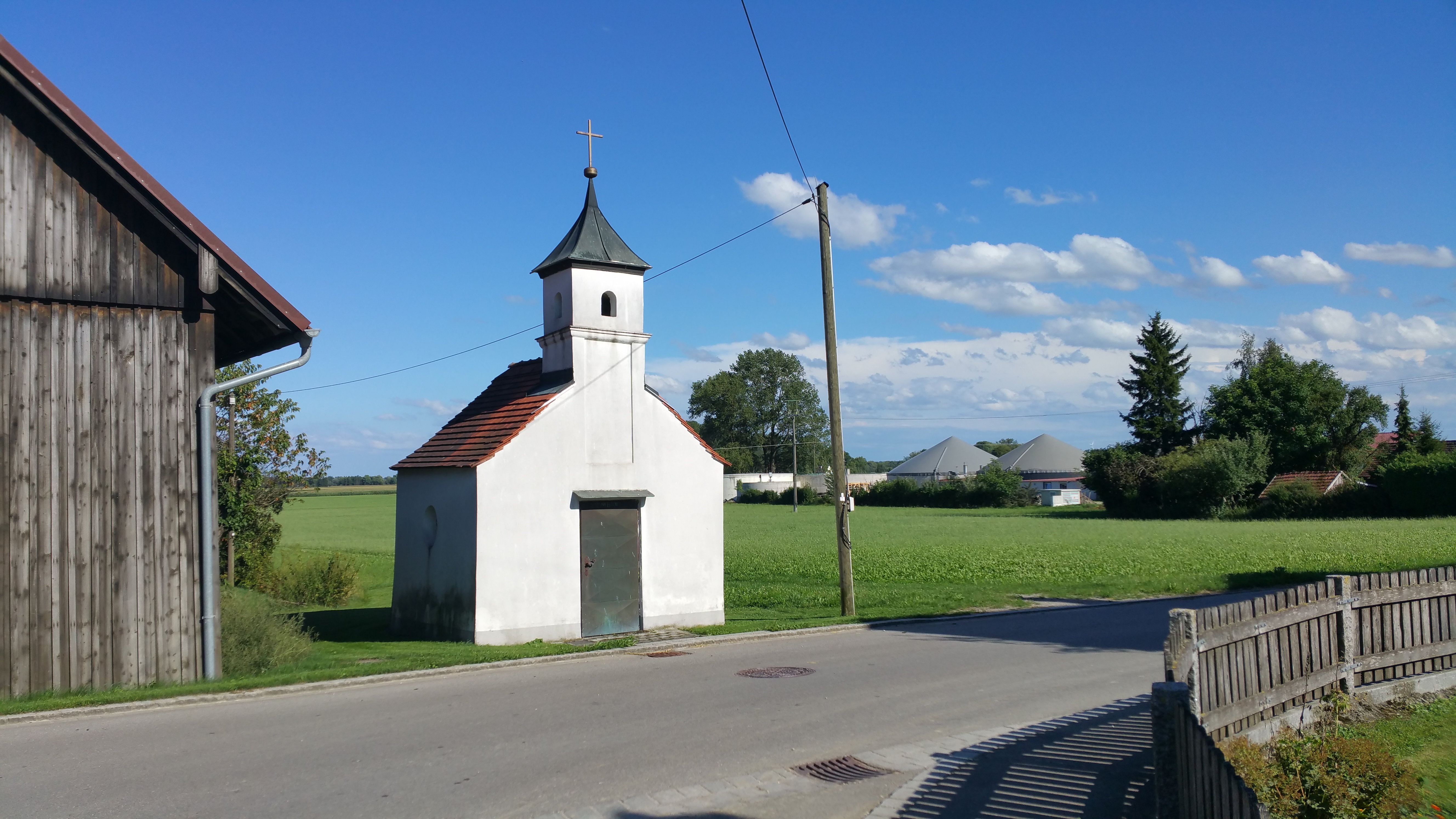
Kapelle St. Ulrich und Georg in Aletshofen

Aletshofen wird gegen Ende des 12. Jahrhunderts im ulrikanischen Urbar als „Allandeshofen“ genannt. 1234 wird es als „Allhartshoven“ und im 15. Jahrhundert als „Allatzhoven“ genannt. Um 1200 befand es sich im Besitz der Ritter von Scherstetten, von denen Bertold im Jahr 1259 seine dortigen Güter als das Augsburger Heilig-Geist-Spital verkaufte. 1692 ist der Weiler im Besitz des Spitalschreibers Weiler und geht 1696 in den Besitz der Türkheimer Benefizien über.
Als einmaliger Fall in ganz Schwaben stand zum Ende des 18. Jahrhunderts die niedere Gerichtsbarkeit zu einem Viertel der Pfarrkirche Türkheim und zu drei Vierteln dem Frühmeßbenefizium Türkheim zu. Ab etwa 1800 wurde Aletshofen Teil der damaligen Gemeinde Traunried und wurde mit dieser am 1. Mai 1978 zum Abschluss der Gebietsreform in Bayern in die Gemeinde Ettringen eingegliedert.
Kirchlich gehörte Aletshofen seit 1588 zur Pfarrei Scherstetten. Im Jahr 1777 wurde östlich der Straße die Kapelle St. Ulrich und Georg erbaut.